# الصهرة (ملحان)

تعديل مصدري - تعديل

الصهرة هي إحدى قرى عزلة القبلة بمديرية ملحان التابعة لمحافظة المحويت، بلغ تعداد سكانها 138 نسمة حسب تعداد اليمن لعام 2004.